# Адміністративний поділ Гаяни

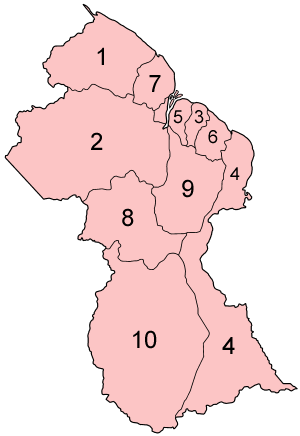
Регіони Гаяни

Гаяна в адміністративно-територіальному відношенні поділяється на 10 регіонів:
| №  | Назва регіону                    | Назва регіону англійською       | Площа км² | Населення, (2002) чол. | Щільність населення, чол./км² | Адм. центр      |
| -- | -------------------------------- | ------------------------------- | --------- | ---------------------- | ----------------------------- | --------------- |
| 1  | Барима-Вайні                     | Barima-Waini                    | 20 339    | 24 275                 | 1,19                          | Мабарума        |
| 2  | Куюні-Мазаруні                   | Cuyuni-Mazaruni                 | 47 213    | 17 597                 | 0,37                          | Бартика         |
| 3  | Демерара-Махайка                 | Demerara-Mahaica                | 2 232     | 310 320                | 139,03                        | Джорджтаун      |
| 4  | Східний Бербіс-Корентайн         | East Berbice-Corentyne          | 36 234    | 123 695                | 3,41                          | Нью-Амстердам   |
| 5  | Острови Есекібо-Західна Демерара | Essequibo Islands-West Demerara | 3 755     | 103 061                | 27,45                         | Вред-ен-Хоп     |
| 6  | Махайка-Бербіс                   | Mahaica-Berbice                 | 4 190     | 52 428                 | 12,51                         | Форт-Веллінгтон |
| 7  | Померун-Супенаам                 | Pomeroon-Supenaam               | 6 195     | 49 253                 | 7,95                          | Ганна-Реджина   |
| 8  | Потаро-Сипаруні                  | Potaro-Siparuni                 | 20 051    | 10 095                 | 0,50                          | Махдія          |
| 9  | Верхня Демерара-Бербіс           | Upper Demerara-Berbice          | 17 040    | 41 112                 | 2,41                          | Лінден          |
| 10 | Верхнє Такуту-Верхня Есекібо     | Upper Takutu-Upper Essequibo    | 57 750    | 19 387                 | 0,34                          | Летем           |
|    | Всього                           |                                 | 214 999   | 751 223                | 3,49                          |                 |

Регіони Гаяни діляться на 27 регіональних демократичних рад.